# Patrick Baumann (baloncesto)
Patrick Baumann (Basilea, 5 de agosto de 1967 - Buenos Aires 13 de octubre de 2018) fue un jugador de baloncesto, entrenador y ejecutivo deportivo de baloncesto suizo. Fue el presidente del Global Association of International Sports Federations y Secretario General de la International Basketball Federation (FIBA).

## Background
Baumann estuvo involucrado en muchos aspectos del baloncesto mundial. Jugó al baloncesto en Italia y también fue árbitro. En Suiza, entrenó a árbitros, entrenó a equipos internacionales, hizo clínicos y organizó torneos.

## FIBA
Baumann se unió a la FIBA en 1994 y se convirtió en Secretario General Adjunto en 1995. Fue elevado al puesto de Secretario General en 2002, y su mandato comenzó oficialmente en 2003.
Mientras fue Secretario General de la FIBA, Baumann apoyó el aumento de la modalidad de Baloncesto 3×3. Este formato fue introducido en los Juegos Olímpicos de la Juventud de Nankín 2014 y en los campeonatos mundiales sub-18 en 2015 Israel.

## Falleciemiento
Baumann murió de un ataque al corazón mientras estaba presente en los Juegos Olímpicos de la Juventud de Buenos Aires 2018, Argentina, el 13 de octubre de 2018.